# Jazbina Višnjička
Jazbina Višnjička – wieś w Chorwacji, w żupanii varażdińskiej, w mieście Lepoglava. W 2011 roku liczyła 25 mieszkańców.